# Johannisbrücke (Hildesheim)

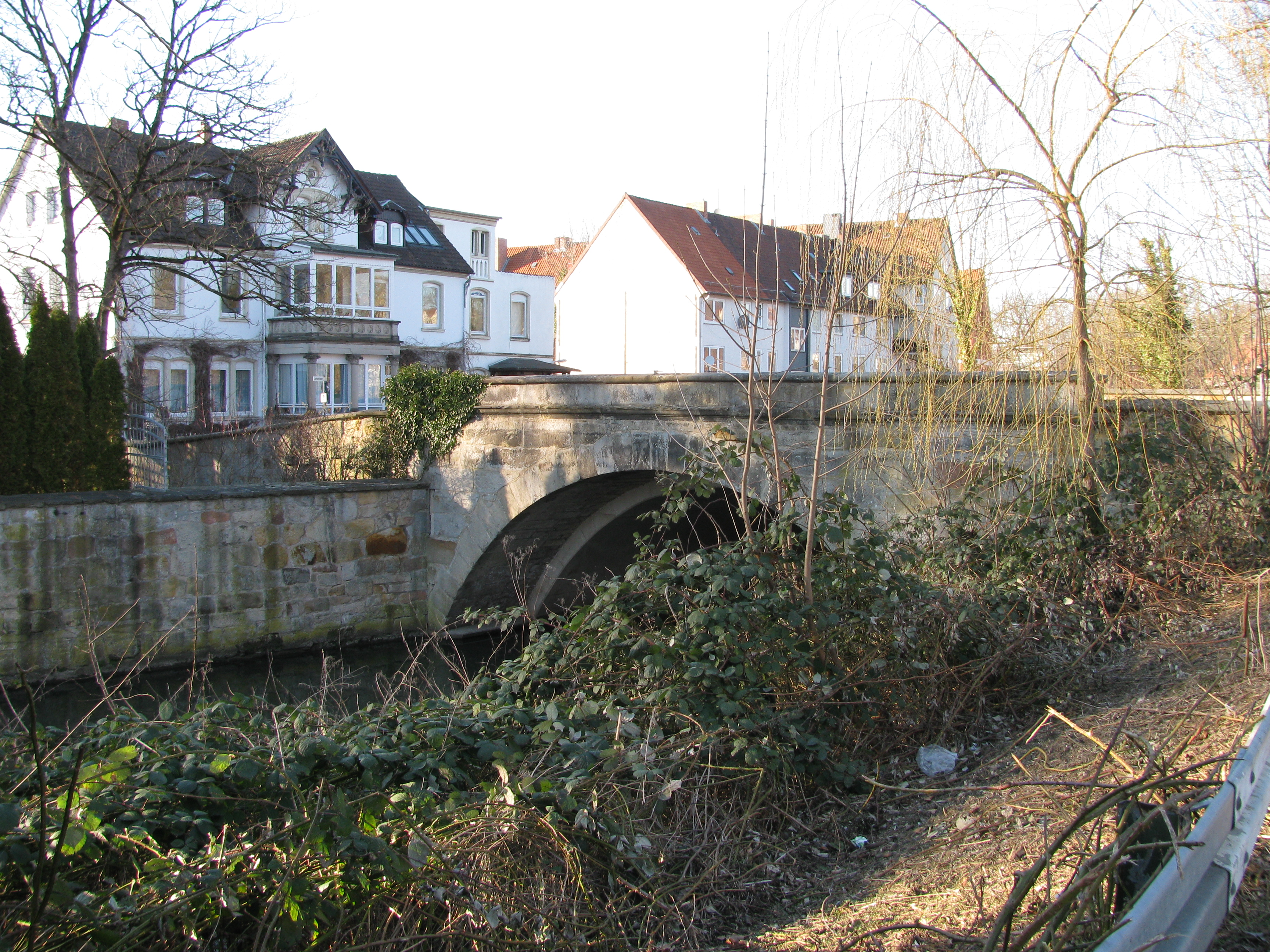
Die Johannisbrücke in Hildesheim (2022)

Die Johannisbrücke in Hildesheim ist eine Brücke zwischen dem Kalenberger Graben und dem Johannisfriedhof, die als Baudenkmal ausgewiesen ist. Unter der Brücke verbergen sich noch heute bedeutende Überreste der hochmittelalterlichen Stadtbefestigung.
Ursprünglich wurde die Brücke als Teil der Stadtbefestigung genutzt. Mit Aufgabe dieser Nutzung wurde auf ihrem Fundament ein Trockenhaus der angrenzenden Ratsziegelei errichtet. Nach Stilllegung der Ziegelei im Jahr 1854 erfolgte ein Abbruch der Außenmauern des Trockenhauses, bei dem das mittelalterliche Gewölbe der Brücke erhalten blieb und in den Neubau der Brücke integriert wurde.
Anfang der 1990er Jahre wurde die Brücke saniert. Dabei kam ein unauffälliges Betonkorsett zum Einsatz, welches die Brücke von unten stabilisiert.

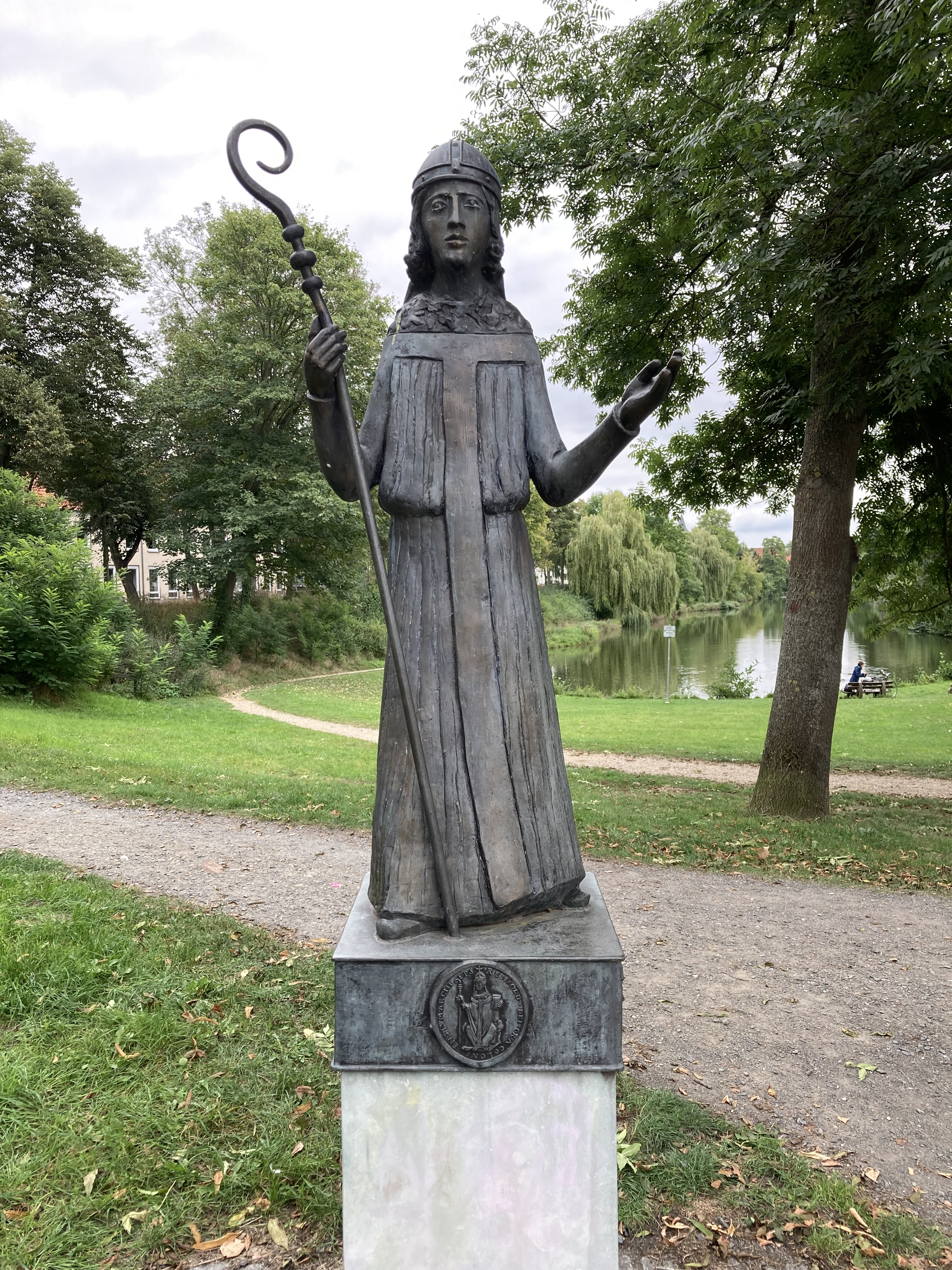
Rainald-von-Dassel-Denkmal

In der Nähe der Brücke befindet sich ein im Jahr 2002 aufgestelltes Denkmal für Rainald von Dassel, der als Dompropst von Hildesheim wesentlich für den Bau der ursprünglichen Brücke verantwortlich war, welche die erste steinerne Brücke über die Innerste war.